# Modelo da seleção sexual de Fisher

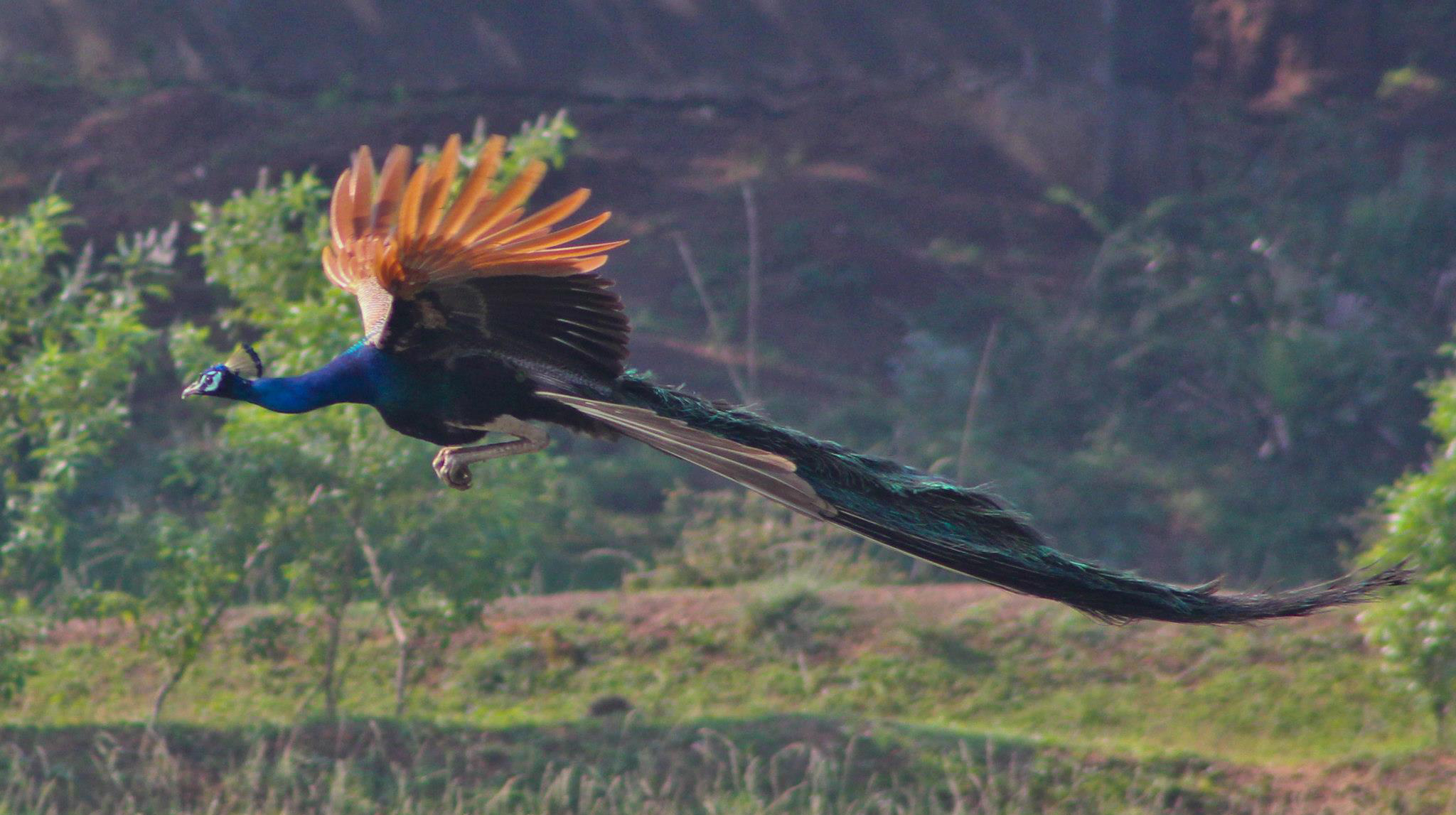
A cauda do pavão em vôo, o exemplo clássico do modelo da seleção sexual de Fisher.

O modelo da seleção sexual de Fisher, proposto por primeira vez por Ronald Fisher a começos do século XX, é um possível mecanismo genético da seleção sexual para a evolução de ornamentação masculina exagerada (um subtipo  dos caracteres sexuais secundários) observados em muitas espécies que têm descendência através da reprodução sexual; basada na escolha feminina, a preferência ou atração das fêmeas por parceiros machos ornamentados.